# Vanda testacea
Vanda testacea là một loài thực vật có hoa trong họ Lan. Loài này được (Lindl.) Rchb.f. miêu tả khoa học đầu tiên năm 1877.

## Hình ảnh

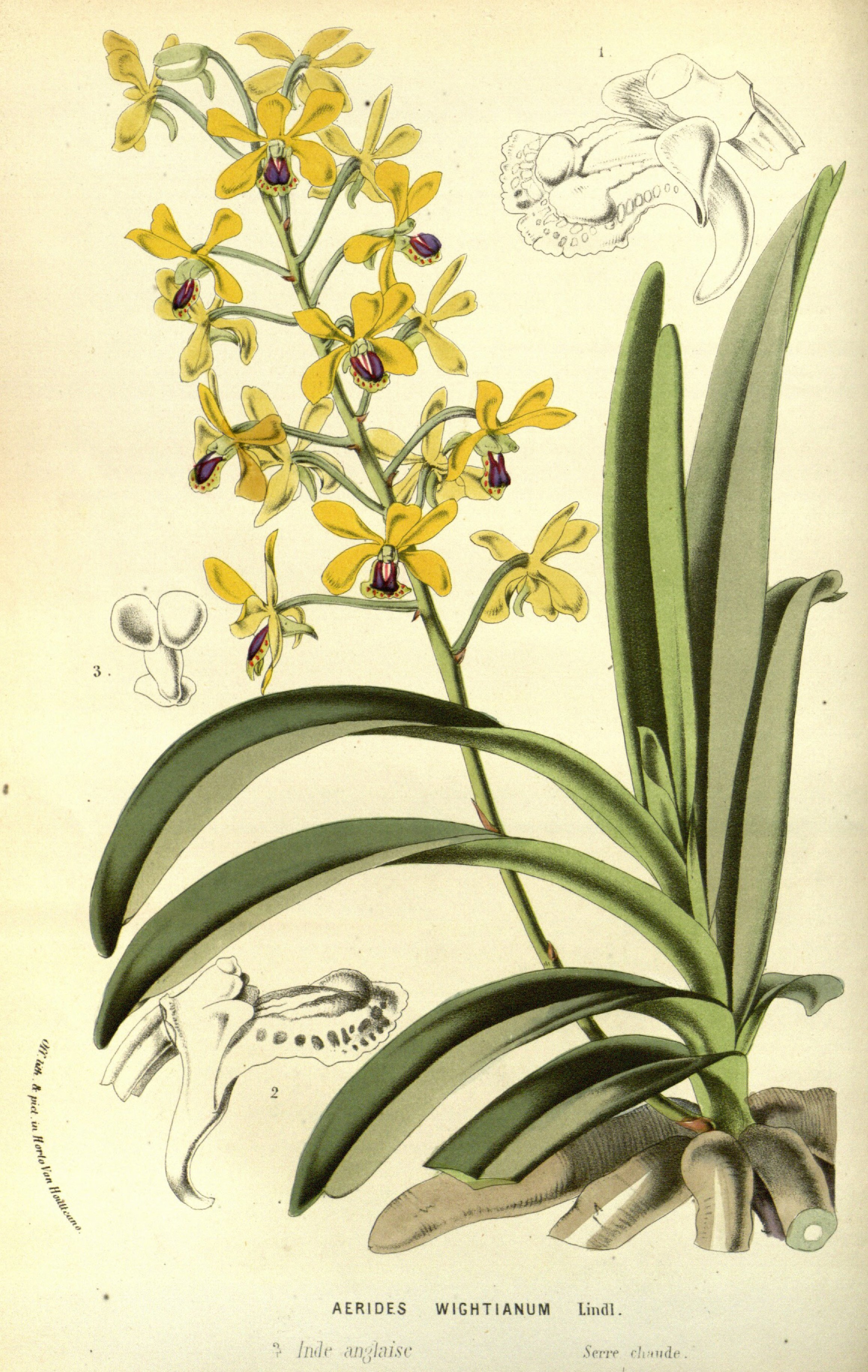
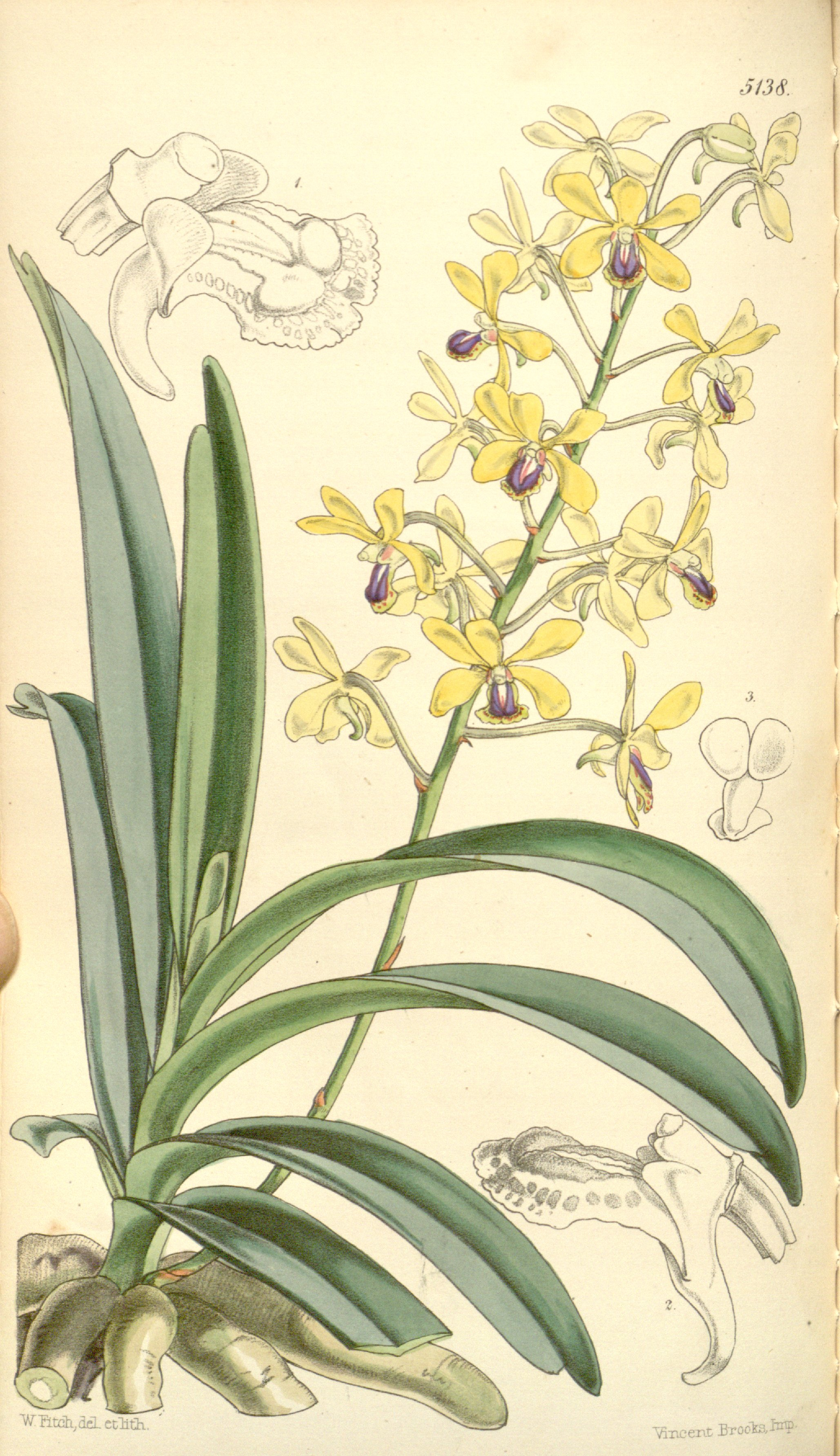
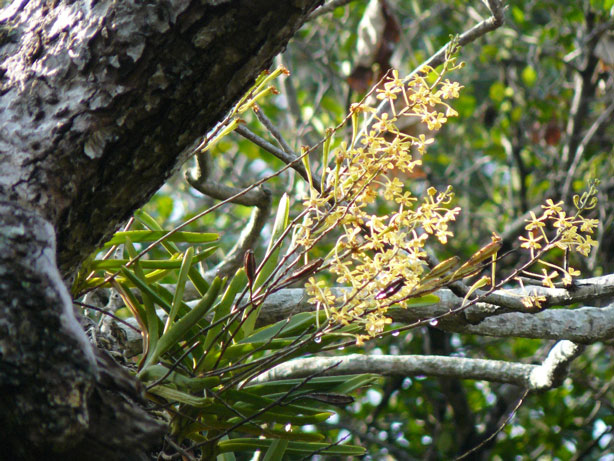
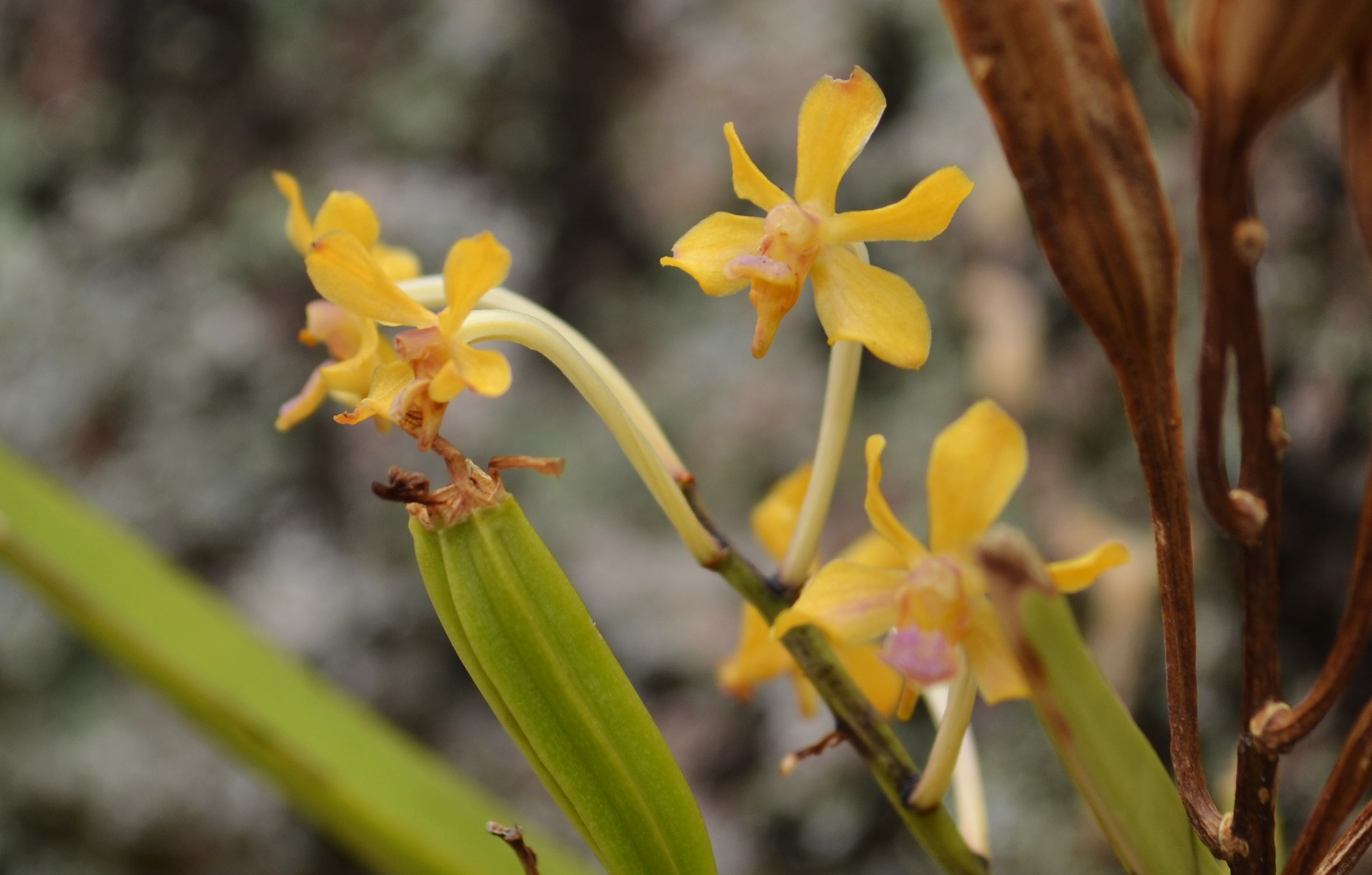